# ماهر بيطار
ماهر البيطار قانوني وسياسي من أصول فلسطينية، ويشغل حالياً منصب مدير أول للمخابرات في مجلس الأمن القومي، وهو منصب رئيسي يعمل بمثابة النسيج الرابط اليومي بين مجتمع الاستخبارات والبيت الأبيض.
شغل ماهر بيطار منصب مدير الشؤون الإسرائيلية والفلسطينية في مجلس الأمن القومي بالبيت الأبيض. بتنسيب من وزارة الخارجية، عمل ماهر كمسؤول الشؤون الخارجية في مكتب المبعوث الخاص للسلام في الشرق الأوسط. ماهر حاصل على دكتوراه في القانون من جامعة جورجتاون، وهو عضو في نقابة المحامين في ماريلاند. تخرج ماهر من كلية إدموند إيه والش للخدمة الخارجية بجامعة جورجتاون، وحصل أيضًا على درجة الماجستير في العلوم في الهجرة القسرية من مركز دراسات اللاجئين بجامعة أكسفورد أثناء منحة مارشال الدراسية وعمل مع المفوضية السامية للأمم المتحدة لشؤون اللاجئين (UNHCR) في ماليزيا وعمل أيضاً في وكالة الأمم المتحدة لإغاثة وتشغيل اللاجئين الفلسطينيين (الأونروا) في القدس.